# Oratorio di San Filippo Neri in Borgo
L'oratorio di San Filippo Neri in Borgo, o cappella di San Filippo Neri in Borgo, era un oratorio di Roma che si trovava all'interno dell'antico palazzo dei Convertendi, nel rione Borgo, che all'epoca si affacciava sulla piazza Scossacavalli. Dedicato a san Filippo Neri, fu demolito assieme al palazzo negli anni 1930 per permettere l'apertura della via della Conciliazione. In seguito il palazzo fu ricostruito al margine della via.

## Storia
L'antico palazzo Caprini fu costruito nel quindicesimo secolo dal protonotario Alessandro Caprini su progetto di Donato Bramante e completato, dopo la sua morte, da Raffaello. Nel 1685, fu donato alla chiesa e incorporato in un nuovo palazzo, molto più grande, destinato a ricevere le persone che si erano convertite al cattolicesimo, motivo per il quale fu chiamato "palazzo dei Convertendi". Un nuovo oratorio fu costruito in una delle sale dell'entrata del palazzo e aveva un altare.
Tra il 1936 e il 1950, la via della Conciliazione fu aperta e una buona parte del rione Borgo fu sventrata. Tutti gli edifici tra il borgo Vecchio e il borgo Nuovo, la cosiddetta "spina di Borgo", furono demoliti. Nel 1938, il palazzo fu demolito e, assieme ad esso, l'oratorio.

## Descrizione
Secondo Mariano Armellini, l'oratorio era "bellissimo". C'era una piccola navata quadrata, un presbiterio separato da un arco trionfale e una cappella laterale o un'edicola minuscola al lato sinistro.
La facciata del palazzo di fronte all'antica piazza aveva due grandi portali identici, in bugnato. L'entrata per l'oratorio era quello di sinistra.